# Cipières
Cipières település Franciaországban, Alpes-Maritimes megyében. Lakosainak száma 398 fő (2022. január 1.). Cipières Andon, Caussols, Courmes, Gourdon és Gréolières községekkel határos.

## Népesség
A település népességének változása:
| Lakosok száma | 139  | 179  | 222  | 348  | 377  | 387  | 396  | 401  | 403  | 398  |
|               | 1968 | 1982 | 1990 | 2006 | 2013 | 2015 | 2017 | 2019 | 2020 | 2022 |